# Tombili
Tombili (od turskog »bucmast«; uginuo 1. kolovoza 2016.) bio je ulični mačak iz Istanbula. U svijetu je postao poznat po fotografiji na kojoj se vidi kako leži na pločniku. Grad Istanbul je Tombiliju nakon uginuća odao počast spomenikom.
Tombili (česti turski nadimak za bucmastog ljubimca) je živio u Ziverbeyu u četvrti Kadıköy grada Istanbula. Mediji navode kako je Tombili bio mužjak; međutim, to se osporava. Tombili je postao cijenjen među stanovnicima zbog svoje ljubaznosti, ali i zbog prepoznatljivog antropomorfnog načina oslanjanja na stepenice. Zbog fotografija njegove poze koje su se širile internetom, mačak je preko društvenih mreža stekao popularnost u cijelom svijetu i tako postao internetski fenomen. U Kadıköyu je stekao kultni status. Godine 2016. Tombili se teško razbolio i uginuo početkom kolovoza.

## Spomenik
Nakon uginuća građani su pokrenuli peticiju za odavanje počasti mačku koja je skupila 17 000 potpisa, a gradonačelnik Kadıköya, Aykurt Nuhoğlu, pristao je i službeno obilježiti njegov život. Lokalni kipar, Seval Şahin, izradio je skulpturu koja rekreira pozu koja je mačku priskrbila slavu, a svečano je otvorena 4. listopada 2016. na Svjetski dan divljih životinja. Stotine ljudi došlo je odati mu počast, a zamjenik gradonačelnika Kadıköya Başar Necipoğlu održao je govor koji je i emitiran na turskoj televiziji.

### Krađa i povratak spomenika
Mjesec dana nakon što je otkrivena javnosti, skulptura je nestala. Preko društvenih mreža podijeljenja je fotografija koja pokazuje kako spomenika nema i da je ostala samo mjedena ploča. Općina Kadıköy službeno je objavila da je kip ukraden 8. studenog 2016. godine, što je izazvalo negodovanje i zabrinutost javnosti u Turskoj i inozemstvu. »Ukrali su Tombilijev kip. Neprijatelji su svega lijepoga. Jedino znaju za mržnju, suze i rat« – prijevod citata turskog zastupnika Tuncaya Özkana. Međutim, kip je vraćen na svoje mjesto 10. studenoga 2016. godine.

## Vanjske poveznice
- "In Memory Of #Istanbul’s Phenomenal #Cat - #Tombili", na YouTubeu